# Carex lasiocarpa
Espèce
Synonymes
- Carex filiformis var. australis L.H.Bailey[1]
- Carex lasiocarpa var. lasiocarpa[1]
- Carex splendida Willd.[1]

Statut de conservation UICN

 LC  : Préoccupation mineure
La Laîche à fruit velu, Carex lasiocarpa, aussi appelée laîche à fruit barbu ou laîche filiforme, est une espèce de plantes psammophytes de la famille des Cyperaceae. Elle est très courante dans les zones humides telles que les tourbières et sur le littoral, en Amérique du Nord et en Eurasie

## Liste des sous-espèces et variétés
Selon Catalogue of Life (3 janvier 2017) :
- variété Carex lasiocarpa var. americana
- variété Carex lasiocarpa var. lasiocarpa
- variété Carex lasiocarpa var. occultans

Selon World Checklist of Selected Plant Families (WCSP) (3 janvier 2017) :
- variété Carex lasiocarpa var. americana Fernald (1942)
- variété Carex lasiocarpa var. lasiocarpa
- variété Carex lasiocarpa var. occultans (Franch.) Kük. (1909)

Selon NCBI (3 janvier 2017) :
- variété Carex lasiocarpa var. americana
- variété Carex lasiocarpa var. occultans

Selon The Plant List (3 janvier 2017) :
- variété Carex lasiocarpa var. americana Fernald
- variété Carex lasiocarpa var. occultans (Franch.) Kük.

Selon Tropicos (3 janvier 2017) (Attention liste brute contenant possiblement des synonymes) :
- sous-espèce Carex lasiocarpa subsp. americana (Fernald) D. Löve & J.-P. Bernard
- sous-espèce Carex lasiocarpa subsp. lanuginosa (Michx.) R.T. Clausen & Wahl
- sous-espèce Carex lasiocarpa subsp. occultans (Franch.) Hultén
- variété Carex lasiocarpa var. americana Fernald
- variété Carex lasiocarpa var. fuscata Ohwi
- variété Carex lasiocarpa var. lanuginosa (Michx.) Kük.
- variété Carex lasiocarpa var. lasiocarpa
- variété Carex lasiocarpa var. latifolia (Boeckeler) Gilly
- variété Carex lasiocarpa var. occultans Kük.